# 1st Pursuit Group
1st Pursuit Group – grupa lotnicza United States Army Air Service działająca przy 1 Armii. Została utworzona 5 maja 1918 roku przez generała Benjamina Fouloisa, ówczesnego dowódcę USAAS. Pierwszymi jednostkami, które weszły w skład grupy były 94 Aero i 95 Aero.
Od 1 czerwca 1918 roku do grupy dołączyły eskadry 27 Aero oraz 147 Aero, a w październiku – nocna eskadra myśliwska 185 Pursuit Squadron.
Jednostka istniała do grudnia 1941 roku, kiedy to została przeorganizowana i nazwana 1st Fighter Group.